# Marpissa pomatia
De scherpe marpissa của Marpissa pomatia (tên tiếng Anh: goudbandmarpissa) là một loài nhện trong họ Salticidae.
Loài này thuộc chi Marpissa. De marpissa được Charles Athanase Walckenaer miêu tả năm 1802.